# Diamant noir (film)
Pour les articles homonymes, voir Diamant noir.
Pour plus de détails, voir Fiche technique et Distribution.
Diamant noir est un film dramatique franco-belge réalisé par Arthur Harari, sorti en 2016.
Nommé deux fois aux César, le film reçoit en 2017 celui du meilleur espoir masculin pour Niels Schneider.

## Synopsis
Pier Ulmann vit de petits boulots et de cambriolages qu'il commet avec Kevin pour le compte de Rachid. Un jour, il apprend la mort de son père dont il n'avait plus de nouvelles depuis plusieurs années. Pier décide de se venger du mauvais traitement de son père par son grand-père et son oncle. Il renoue alors avec sa famille paternelle qui travaille dans le milieu des diamantaires à Anvers.

## Fiche technique
- Titre : Diamant noir
- Réalisation : Arthur Harari
- Scénario : Arthur Harari, Vincent Poymiro, Olivier Seror et Agnès Feuvre
- Musique : Olivier Marguerit
- Montage : Laurent Sénéchal
- Photographie : Tom Harari
- Décors : Véronique Sacrez
- Costumes : Sophie Lifshitz
- Producteur : David Thion et Philippe Martin
- Production : Les Films Pelléas
  - Coproduction : Savage Film, Frakas Productions, France 2 Cinéma, Jouror Productions et Proximus
- Distribution : Ad Vitam Distribution
- Pays d'origine :  France,  Belgique
- Durée : 115 minutes
- Genre : drame
- Dates de sortie :
  -  France : 8 juin 2016

## Distribution
- Niels Schneider : Pier Ulmann
- August Diehl : Gabi Ulmann
- Hans-Peter Cloos : Joseph Ulmann
- Abdel Hafed Benotman : Rachid
- Raphaële Godin : Luisa
- Raghunath Manet : Vijay Sha Gopal
- Jos Verbist : Rick De Vries
- Guillaume Verdier : Kevin
- Hilde Van Mieghem : Olga
- Arthur Harari : un policier à Paris
- Vassili Schneider : Victor Ulmann jeune

## Accueil

### Accueil critique
L'accueil critique est globalement positif : le site Allociné recense une moyenne des critiques presse de 3,9/5.
Pour Jérémie Couston de Télérama, « Remarqué pour ses courts métrages percutants (La Main sur la gueule, Peine perdue), Arthur Harari réussit son passage au long en restant fidèle à ses obsessions, forgées notamment par la fréquentation des mélodrames de Kazan et de Minnelli : violence des rapports humains, fatalité de la filiation, pulsions mal contrôlées. La défaillance morale des protagonistes fait inexorablement glisser ce thriller, à la photographie superbement contrastée, vers la tragédie. ».
Pour Jacques Mandelbaum du Monde, « Ce film révèle un vrai cinéaste, et l'ignorance dans laquelle il a été tenu relève pour le coup d’un inexplicable aveuglement. Triste constat mais plaisante analogie avec la métaphore qui court tout au long du film autour de cette pierre qu’est le diamant, laquelle, comme le cinéma, doit sa préciosité au regard qui le reconnaît pour tel. [...] Arthur Harari signe en tout état de cause avec Diamant noir un film qui éveille la réminiscence du Little Odessa (1994), de l'Américain James Gray. Même jeu intense et élégant entre le film noir et la tragédie antique, même obsession lancinante de la vengeance et de la réparation, même attachement au modèle familial comme révélateur du système social, même justesse ciselée dans la mise en place de l’atmosphère et la conduite des acteurs, même sentiment de révélation d'un talent puissamment inspiré. ».

### Box-office
- France : 70 442 entrées[4]

### Commentaire
- Dernier rôle au cinéma pour Abdel Hafed Benotman, décédé avant la sortie en salles, et auquel le film est dédié.
- Le réalisateur du film, Arthur Harari fait un caméo au début du film en incarnant le policier qui annonce au personnage principal du film la mort de son père.
- Dans l'atelier de taille des diamants que visite le personnage principal au début du film, il observe accroché à un mur, un portrait photographique de son grand-père, Isaac Ulmann. Ce portrait est en vrai celui de Clément Harari, le propre grand-père du réalisateur du film.
- Niels et Vassili Schneider sont frères.

## Distinctions

### Récompenses
- Festival international du film policier de Beaune 2016 : Prix du jury ex æquo
- Prix du Syndicat français de la critique de cinéma et des films de télévision 2016 : Meilleur premier film français
- Prix Jacques-Deray du film policier français 2017
- César 2017 : César du meilleur espoir masculin pour Niels Schneider

### Nominations
- César 2017 : César du meilleur premier film
- Lumières 2017 :
  - Lumière du meilleur premier film
  - Lumière de la révélation masculine pour Niels Schneider